# Garri Kaspàrov
Garri Kímovitx Kaspàrov (en rus: Га́рри Ки́мович Каспа́ров), nascut com a Garri Kímovitx Vainxtein (en rus: Га́рри Ки́мович Вайнште́йн) el 13 d'abril de 1963 a Bakú (RSS de l'Azerbaidjan, actualment Azerbaidjan), és un jugador d'escacs, escriptor i activista polític rus (soviètic fins al 1991). És excampió del món d'escacs i, per a molts, el millor escaquista de tots els temps. La Unió Soviètica li va atorgar els ordes de la Bandera Roja del Treball i de l'Amistat dels Pobles, així com el títol de Mestre Honorífic de l'Esport.
El 1985, quan tenia vint-i-dos anys, Kaspàrov va esdevenir el campió del món d'escacs més jove de la història fins a aquell moment. Va retenir el títol mundial oficial de la FIDE fins al 1993. Aquell any, una disputa amb la FIDE va portar Kaspàrov a crear una organització rival, la Professional Chess Association, principalment per gestionar el títol de campió del món. Va continuar en possessió del títol mundial en el campionat del món "clàssic" fins a la seva derrota contra Vladímir Kràmnik l'any 2000. Kaspàrov fou també molt conegut pel fet de ser el primer campió mundial que va perdre un matx contra un ordinador (Deep Blue) el 1997.
Els rècords de Kaspàrov a la seva carrera inclouen el d'haver estat classificat número 1 del món d'acord amb la classificació Elo quasi ininterrompudament des del 1986 fins a la seva retirada el 2005, així com haver establert la que fou màxima puntuació Elo de tots els temps en 2.851 punts (el gener de 2000) fins que a la llista d'Elo de la FIDE de gener de 2013, Magnus Carlsen va assolir els 2.861 punts. Va ser el número u mundial durant 255 mesos, superant de molt el seu rival més proper, Anatoli Kàrpov. També posseeix rècords per victòries consecutives en torneigs. Entre altres premis obtinguts, té el rècord d'Òscars dels escacs, i va guanyar el premi Marca Leyenda el 1997.
Kaspàrov va anunciar la seva retirada de la competició professional el 10 de març de 2005, tot just després de proclamar-se guanyador del Torneig de Linares, per a dedicar-se a la política i l'escriptura. Va formar el Front Civil Unit i es va afiliar a L'Altra Rússia, una coalició d'oposició al govern electe de Vladímir Putin. Entrà en la carrera presidencial per les eleccions legislatives russes de 2008, tot i que finalment la coalició L'Altra Rússia es retirà del procés electoral i no va concórrer a les eleccions de març del 2008. A despit del fet que és considerat al món occidental com un símbol de l'oposició a Putin, en realitat el suport a Kaspàrov a Rússia no és massa gran.
Va entrenar el nou fenomen mundial Magnus Carlsen durant un any, des de març del 2009 fins al març del 2010. El 2009 la FIDE li va atorgar el títol de FIDE Senior Trainer, el màxim títol d'entrenador internacional

## Els primers anys

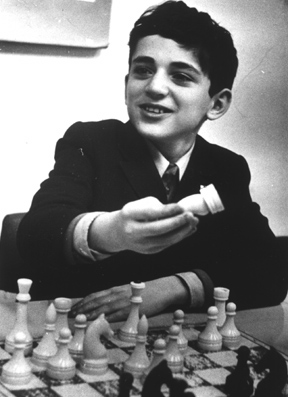
Kaspàrov (Vainxtein) als 11 anys, a Vílnius, 1974.

Garri Kaspàrov va néixer com a Garri Vainxtein a Bakú, fill de mare armènia i pare jueu. Va començar a estudiar escacs seriosament després que els seus pares li proposessin un problema d'escacs. El seu pare va morir de leucèmia quan tenia set anys, i a dotze anys va adoptar el cognom armeni de la seva mare, Kasparian (o Gasparian), russificat com a Kaspàrov.
Des dels set anys, Kaspàrov va assistir al Palau dels Pioners de Bakú i amb 10 va començar a entrenar a l'escola d'escacs de Mikhaïl Botvínnik amb el notable entrenador Vladímir Makogónov. Makogónov va ajudar a desenvolupar les aptituds posicionals de Kaspàrov i li va ensenyar a jugar la defensa Caro-Kann i el sistema Tartakower del gambit de dama refusat. En aquest període, l'edició russa del llibre My 60 Memorable Games de Bobby Fischer fou un dels primers llibres d'escacs de Kaspàrov. Kaspàrov va guanyar el Campionat Juvenil de l'URSS a Tbilisi el 1976, amb 7 punts de 9, a l'edat de 13 anys. Va repetir la gesta l'any següent, guanyant amb 8½ de 9. Durant aquest període, va ser entrenat per Aleksandr Xakàrov.
El 1978, Kaspàrov va participar en el torneig Memorial Sokolski a Minsk. Hi havia estat convidat com a excepció, però va acabar en la primera plaça i va esdevenir mestre. Kaspàrov ha dit repetidament que aquest torneig va ser un punt d'inflexió en la seva vida i que el va convèncer per a triar els escacs com a la seva carrera. "Recordaré el Memorial Sokolski mentre visqui", va escriure. També va dir que després de la victòria, va pensar que tenia possibilitats en el Campionat del Món.
El 1978 va guanyar a Daugavpils un torneig suís de 64 jugadors (ex aequo amb Ígor Ivanov, a qui va superar en el desempat) que li permeté ocupar l'única plaça classificatòria per al Campionat d'escacs de la Unió Soviètica. Tenia en aquell moment 15 anys, i era el jugador més jove mai classificat a aquest nivell.
Kaspàrov va ascendir ràpidament en la classificació de la FIDE. El 1979, i per un descuit de la Federació d'escacs de la Unió Soviètica, va poder participar en un torneig de Grans Mestres a Banja Luka (actualment a la República Srpska de Bòsnia, dins de Bòsnia i Hercegovina, llavors part de Iugoslàvia) quan encara no tenia prou rànquing per a fer-ho (la federació va pensar que es tractava d'un torneig juvenil). A despit d'això, va guanyar aquest torneig d'alt nivell, i en va sortir amb un Elo provisional de 2.595, prou per a catapultar-lo al grup d'escaquistes d'elit, i situar-se en quinzena posició mundial (en aquell moment, el número 3 del món, l'excampió mundial Borís Spasski tenia un Elo de 2.615, mentre que el campió del món i número u mundial Anatoli Kàrpov tenia 2.725 punts). L'any següent, el 1980, va guanyar el Campionat del món juvenil a Dortmund, Alemanya Occidental, superant Nigel Short (2n) i Klaus Bischoff (3r). El mateix any, va fer el seu debut com a segon tauler suplent, representant la Unió Soviètica, a l'Olimpíada d'escacs de 1980 a La Valletta (Malta) i va esdevenir Gran Mestre.

## Camí cap al cim

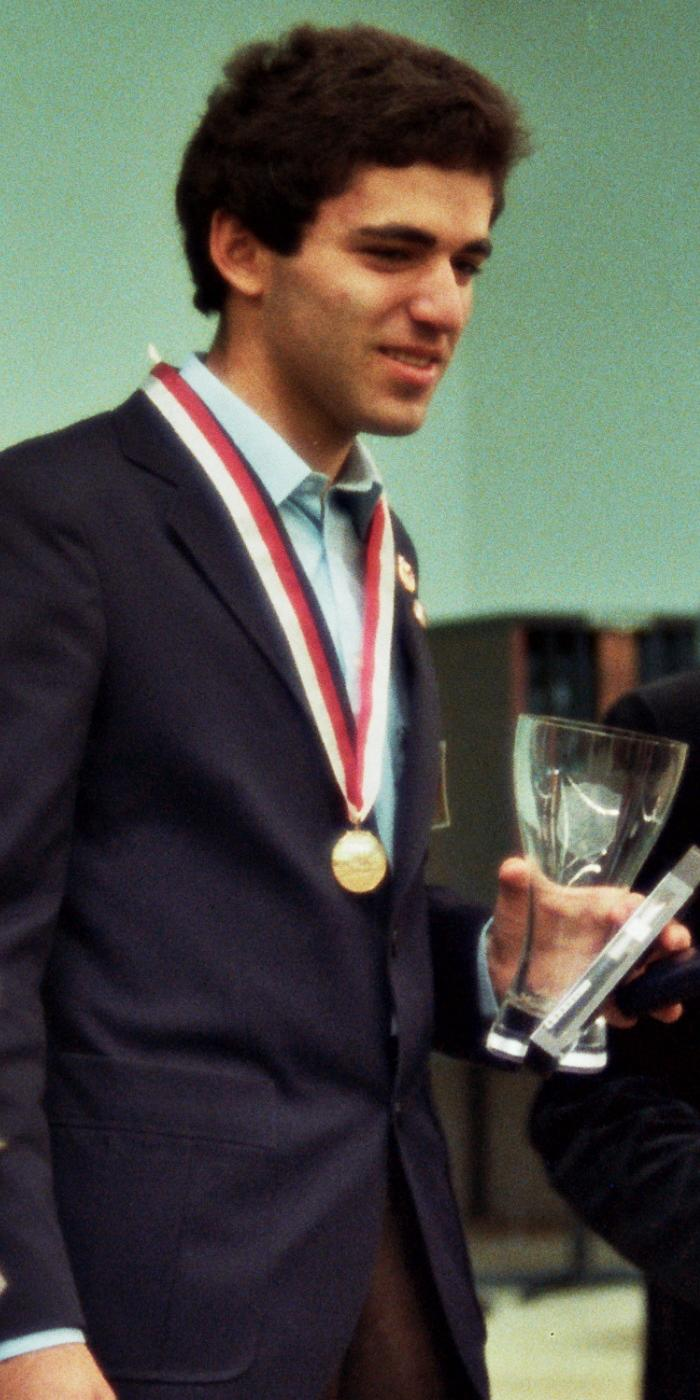
Kaspàrov esdevingué campió del món Júnior a Dortmund, el 1980.

Essent adolescent, Kaspàrov va empatar dues vegades a la primera plaça en el Campionat d'escacs de l'URSS, el 1980-81 i 1981-82. La seva primera victòria en un torneig internacional d'elit va ser a Bugojno 1982. Va aconseguir una plaça pel torneig Interzonal de Moscou de 1982, el qual va guanyar, classificant-se per al Torneig de Candidats. A dinou anys, va ser el Candidat més jove des de Bobby Fischer, que tenia quinze anys quan es va classificar el 1958. A la llista d'Elo de gener de 1983, ja era el segon jugador en la classificació mundial, només per darrere del campió mundial Anatoli Kàrpov.
El primer matx de candidats de Kaspàrov (quarts de final) va ser contra Aleksandr Beliavski, a qui va derrotar per 6-3 (+4 =4 -1). Els polítics temien la semifinal de Kaspàrov contra Víktor Kortxnoi, que va ser programada per jugar-se a Pasadena (Califòrnia). Kortxnoi havia desertat de la Unió Soviètica el 1976 i era en aquest moment el millor jugador no-soviètic en actiu. Diverses maniobres polítiques varen provar d'impedir que Kaspàrov jugués contra Kortxnoi, i finalment Kaspàrov renuncià a jugar. El conflicte va ser resolt per part de Kortxnoi permetent que el matx es tornés a jugar a Londres, alhora que el matx ja programat allà entre Vassili Smislov contra Zoltán Ribli. El matx Kaspàrov - Kortxnoi es va poder organitzar en poc temps gràcies a Raymond Keene. Kaspàrov va perdre la primera partida però va guanyar l'encontre per 7-4 (+4 =6 -1).
El gener de 1984, Kaspàrov va esdevenir el jugador número u mundial, amb un Elo de 2.710 punts. Va ser en aquell moment el més jove número u mundial de la història, un rècord que va durar dotze anys fins que fou batut per Vladímir Kràmnik el gener de 1996; el rècord és ostentat actualment per l'exalumne de Kaspàrov Magnus Carlsen.
El 1984, va guanyar la final de candidats per 8½-5½ (+4 =9 -0) contra el renaixent excampió del món Vassili Smislov, a Vílnius, classificant-se així per jugar davant Anatoli Kàrpov amb el Campionat del Món en joc. Aquell any es va unir al Partit Comunista de la Unió Soviètica i va ser elegit per al Comitè Central del Komsomol.

## L'assalt al campionat del món i la rivalitat amb Kàrpov

### Campionat del Món de 1984
El matx pel Campionat del món de 1984 entre Kaspàrov i Anatoli Kàrpov va ser molt llarg, i va tenir un final polèmic. Kàrpov va començar en bona forma, i després de nou partides, Kaspàrov estava per sota 4-0 en un matx al primer que aconseguís sis victòries. La majoria de la gent preveia una victòria de Kàrpov, i pensava que aconseguiria un 6–0 abans de 18 partides.
Però llavors Kaspàrov va aconseguir forçar 17 taules de forma consecutiva, algunes relativament curtes, i d'altres en posicions no definides. Va perdre la partida 27 i llavors va tornar a la lluita amb una altra sèrie de taules fins a la partida 32, la seva primera victòria contra el campió del món. Va continuar una successió de 15 taules, fins a la partida 46; l'anterior rècord de durada per a un títol mundial havia estat de 34 partides, al matx de José Capablanca contra Alexandre Alekhine de 1927.
En aquell moment Kàrpov, 12 anys més gran que Kaspàrov, estava a prop de l'esgotament i no semblava el jugador que havia començat el matx. Kaspàrov va guanyar les partides 47 i 48 per aconseguir un marcador de 5-3 a favor de Kàrpov. Llavors, el matx va ser donat per finalitzat sense resultat per Florencio Campomanes, el president de la FIDE i es va anunciar un nou matx per uns mesos després.
La finalització va ser molt polèmica, ja que ambdós jugadors van declarar que preferien que el matx continués. Quan va anunciar la seva decisió en una conferència de premsa, Campomanes va citar la salut dels jugadors, dient que havien patit molta tensió per la durada de l'enfrontament. En Kàrpov havia perdut 10 quilos i va haver de ser hospitalitzat diversos cops, però Kaspàrov en canvi, estava en un excel·lent estat de salut, i extremadament ofès per la decisió de Campomanes, preguntant per què estava clausurant el matx si ambdós jugadors deien que volien continuar. Semblava que Kaspàrov, que havia guanyat les últimes dues partides abans de la suspensió, sentia que guanyaria, tot i el seu desavantatge de 5-3. Semblava estar físicament més fort que el seu contrari i en les partides posteriors havia jugat millor als escacs.
El matx seria, fet i fet, el primer i únic matx d'un campionat del món en acabar sense resultat. Les relacions de Kaspàrov amb Campomanes i la FIDE es van espatllar enormement i la baralla entre ells finalment va arribar fins al seu punt àlgid molt posteriorment, el 1993, amb la ruptura de Kaspàrov amb la FIDE.

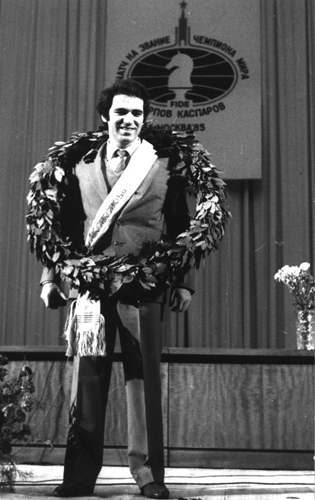
Kaspàrov després de guanyar el títol de campió del món, el 1985.

### Campió del món
El segon matx Kàrpov-Kaspàrov va ser organitzat el 1985 a Moscou, al millor de 24 partides, amb la regla que el primer jugador que arribés a 12½ reclamaria el títol. Els resultats del matx anterior no es conservarien. En el cas d'un empat a 12 punts, Kàrpov conservaria el títol, i en cas de ser Kaspàrov el guanyador, Kàrpov tindria dret de revenja l'any següent. Kaspàrov va assegurar-se el títol, a l'edat de vint-i-dos anys, per un marcador de 13-11, fet que va trencar el rècord de campió del món més jove, ostentat durant vint anys per Mikhaïl Tal, que en tenia 23 quan va derrotar Mikhaïl Botvínnik el 1960. La victòria de Kaspàrov amb negres a la 16a partida ha estat reconeguda en la història dels escacs com una de les obres mestres de tots els temps.
El matx de revenja va tenir lloc el 1986 a Londres i Sant Petersburg, amb 12 partides jugades a cada ciutat. En un moment donat, Kaspàrov va arribar a obtenir un avantatge de tres punts, però Kàrpov es va ficar de nou en la lluita guanyant tres partides consecutives per anivellar el marcador. En aquell moment, Kaspàrov va acomiadar un dels seus segons, el GM Ievgueni Vladímirov, tot acusant-lo de vendre la seva preparació d'obertures a l'equip de Kàrpov (episodi descrit a l'autobiografia de Kaspàrov Repte sense límits). Kaspàrov va guanyar però una altra partida, de manera que va mantenir el seu títol per un marcador final de 12½-11½.
Els dos jugadors es van enfrontar novament pel campionat mundial a Sevilla el 1987, ja que Kàrpov s'havia guanyat el dret a disputar el títol després d'haver superat la fase de Candidats. Aquesta va ser la primera vegada que dos jugadors soviètics disputaven un mundial complet fora de l'URSS. Aquest duel va ser molt disputat, sense que cap jugador en cap moment concedís més d'un punt d'avantatge. Kaspàrov estava un punt per sota en la partida final, i necessitava una victòria per mantenir el seu títol. Va resultar una llarga i tensa partida en què Kàrpov es va deixar un peó just abans del primer control de temps i Kaspàrov finalment va guanyar un llarg final. Kaspàrov va retenir el seu títol, ja que el matx va acabar en empat amb un marcador de 12-12. Kaspàrov havia jugat quatre vegades contra Kàrpov en el període 1984-1987, una estadística sense precedents en la història dels escacs, ja que els matxs organitzats per la FIDE havien tingut lloc cada tres anys des de 1948, i abans que Kàrpov, només Mikhaïl Botvínnik havia pogut exercir el seu dret a revenja.
Kaspàrov va demostrar la seva desimboltura mediàtica tot apareixent en una entrevista a la revista americana Playboy, que va ser publicada el novembre de 1989.
Un cinquè matx pel títol entre Kaspàrov i Kàrpov va ser celebrat a Nova York i Lió el 1990, amb 12 partides a cada ciutat. Un altre cop, el resultat va ser ajustat, guanyant Kaspàrov per 12½-11½.

## Trencament amb la FIDE i expulsió

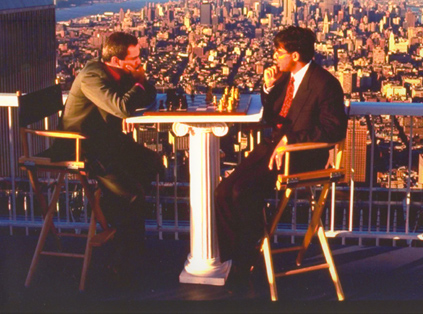
Kaspàrov i Viswanathan Anand en una foto publicitària al capdamunt del World Trade Center de Nova York.

Amb el títol mundial a les mans, Kaspàrov va començar a batallar contra la FIDE, igualment com Bobby Fischer havia fet vint anys abans, però aquest cop des de dins de l'organisme. A començaments de 1986, va crear la Grandmasters Association (GMA), una organització creada per representar els jugadors d'escacs professionals i donar-los més representativitat a les activitats de la FIDE, i en la qual Kaspàrov va assumir un rol de lideratge. Va ser un èxit de la GMA organitzar una sèrie de sis torneigs anomenats World Cup per als jugadors de l'elit mundial. La relació certament incòmoda que es va crear amb la FIDE, va ser apaivagada per una mena de treva negociada per Bessel Kok, un home de negocis neerlandès.
Aquesta situació es va mantenir fins al 1993, quan un nou aspirant s'havia classificat a través del cicle de Candidats per lluitar contra Kaspàrov pel títol de campió del món: Nigel Short, un Gran Mestre anglès que havia batut Kàrpov en el matx de classificació, i després Jan Timman a la final, celebrada a començaments de 1993. Després d'un procés de licitació confús i enterbolit per qüestions de finançament, el campió del món i l'aspirant varen decidir de jugar fora de la jurisdicció de la FIDE, sota els auspicis d'una altra organització creada per Kaspàrov, la Professional Chess Association (PCA). D'aquesta manera, va iniciar-se una gran fractura en el món dels escacs, trencant la continuïtat "oficial" dels campionats del món.
En una entrevista el 2007, Kaspàrov va dir que el trencament amb la FIDE va ser el pitjor error de la seva carrera, que va crear greus perjudicis a llarg termini.
Kaspàrov i Short foren expulsats de la FIDE, i jugaren el seu ben esponsoritzat matx a Londres. Kaspàrov va guanyar convincentment per 12½–7½. El matx va incrementar considerablement el seguiment dels escacs a la Gran Bretanya, amb una cobertura sense precedents feta pel Channel 4. La FIDE va organitzar també un Campionat del món entre Jan Timman (el derrotat Candidat finalista) i l'excampió del món Kàrpov (derrotat en semifinals del cicle de la FIDE), el qual va guanyar Kàrpov.
D'aquesta manera, va passar a haver-hi dos Campions del món simultàniament: Kaspàrov, campió de la PCA, i Kàrpov, campió de la FIDE; el títol va romandre dividit durant 13 anys, fins al 2006.
Kaspàrov va defensar el seu títol en un matx el 1995 contra Viswanathan Anand al World Trade Center de Nova York. Kaspàrov va guanyar el matx per (+4 -1 =13). Fou el darrer Campionat del món celebrat sota els auspicis de la PCA, que es fa esfondrar quan Intel, un dels seus suports principals, va retirar-li l'esponsorització, com a resposta al matx que Kaspàrov va elegir jugar el 1996 contra Deep Blue, cosa que va augmentar la rellevància d'IBM, un dels principals rivals d'Intel.
Kaspàrov llavors va triar organitzar un altre matx pel Campionat del món sota una altra organització, el World Chess Council (WCC) conjuntament amb l'organitzador del Torneig de Linares, Luis Rentero. Aleksei Xírov i Vladímir Kràmnik jugaren un matx de candidats per decidir l'aspirant al títol, el qual Xírov guanyà de forma sorprenent. Però llavors Rentero va admetre que els fons necessaris que havia promès no s'havien arribat a recaptar mai, i la WCC va enfonsar-se.
Això va deixar Kaspàrov encallat, i, no obstant això, una altra organització va intervenir: BrainGames.com, encapçalada per Raymond Keene. Finalment, el matx contra Xírov no va poder ser disputat, i les posteriors converses amb Anand no van fructificar, de manera que es va passar a organitzar un matx contra Kràmnik.

## Pèrdua del títol i activitat posterior

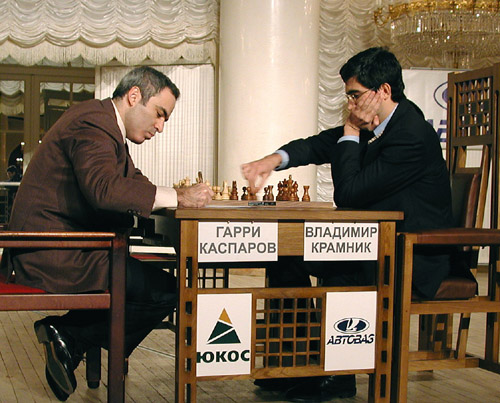
Kaspàrov jugant contra Vladímir Kràmnik a Moscou, el 2001.

El matx Kaspàrov-Kràmnik es va celebrar a Londres durant la segona meitat de 2000. Kràmnik havia estat alumne de Kaspàrov a la llegendària escola d'escacs Botvínnik/Kaspàrov a Rússia, i havia format part de l'equip de Kaspàrov en el matx de 1995 contra Viswanathan Anand.
Kràmnik, millor preparat, va guanyar la segona partida contra la defensa Grünfeld de Kaspàrov, i va assolir posicions guanyadores a les partides 4 i 6. Kaspàrov va cometre un error crític a la partida 10 amb la defensa NimzoÍndia, el qual Kràmnik va aprofitar per guanyar en 25 moviments. Amb blanques, Kaspàrov no va poder trencar la passiva però sòlida defensa berlinesa de la Ruy López, i Kràmnik va aconseguir entaular reeixidament totes les partides amb negres. Kràmnik guanyà el matx per 8½–6½, i per primer cop en quinze anys Kaspàrov es va quedar sense cap títol mundial. A més, fou el primer jugador a perdre el títol de campió del món sense haver guanyat cap partida, d'ençà que li va passar a Emanuel Lasker contra José Raúl Capablanca el 1921.
Després de perdre el títol, Kaspàrov va guanyar una sèrie de torneigs d'elit, i va restar com el jugador número u del rànquing mundial, per davant dels dos campions del món: tant de Kràmnik com del campió del món de la FIDE. El 2001 va refusar una invitació pel Torneig de Dortmund de 2002 (que feia de Torneig de Candidats per al títol clàssic), dient que els seus resultats li havien donat dret a un matx de revenja contra Kràmnik.
Kaspàrov i Kàrpov varen jugar un matx a quatre partides a ritme ràpid durant dos dies, el desembre de 2002 a la ciutat de Nova York. Kàrpov va sorprendre els experts, i assolí la victòria, guanyant dues partides i fent unes taules.
A causa dels forts resultats continuats de Kaspàrov, i al seu estatus com a número u mundial indiscutible per molta gent, fou inclòs a l'anomenat Acord de Praga, ideat per Yasser Seirawan per intentar reunificar els dos títols mundials. Kaspàrov hauria de jugar un matx contra el campió del món de la FIDE Ruslan Ponomariov el setembre de 2003. Però aquest matx es va suspendre després que Ponomariov es negués a signar el seu contracte sense reserves. En lloc seu, es va planificar un matx contra Rustam Kassimdjanov, campió al Campionat del món de la FIDE de 2004, que se celebraria el 2005 als Emirats Àrabs Units. La celebració d'aquest matx, però, també va fracassar a causa de la manca de finançament. Els plans per celebrar el matx a Turquia van arribar massa tard, i Kaspàrov va anunciar, el gener de 2005, que estava cansat d'esperar que la FIDE organitzés un matx amb cara i ulls, i que havia decidit aturar tots els esforços per recuperar el títol de campió del món.

## Retirada dels escacs
Després de guanyar el prestigiós torneig de Linares per novè cop, Kaspàrov anuncià, el 10 de març de 2005, la seva retirada dels escacs de competició. Va citar com a raó la manca d'objectius personals en el món dels escacs (quan va guanyar el Campionat rus el 2004, ja havia comentat que aquell havia estat l'últim gran títol que li quedava per guanyar) i expressà la seva frustració per no haver reeixit en reunificar el campionat del món.
Kaspàrov va dir també que potser jugaria en alguns torneigs d'escacs ràpids per diversió, però que tenia la intenció de dedicar més temps als seus llibres, que incloïa tant la sèrie Els meus grans predecessors (vegeu més avall) i un treball sobre els vincles entre la presa de decisions en els escacs i en altres àrees de la vida, i que continuaria involucrant-se en la política russa, que ell veia com a "dirigida pel camí equivocat".
Kaspàrov s'ha casat tres cops: amb Masha, amb qui va tenir una filla abans de divorciar-se; amb Yulia, amb qui va tenir un fill abans de divorciar-se, el 2005; i amb Daria, amb qui té també un fill.

### Escacs després de la retirada
El 22 d'agost de 2006, en la seva primera partida pública des de la seva retirada, Kaspàrov va jugar el torneig d'escacs Credit Suisse a Zúric, esdeveniment que celebrava els 150 anys d'aquest banc, mitjançant un torneig blitz jugat a 5 minuts més 3 segons d'increment per jugada, i va empatar a la primera plaça amb Anatoli Kàrpov, amb 4½/6.
Del 21 al 25 de setembre de 2009, Kaspàrov va jugar novament contra Kàrpov, aquesta vegada en un matx d'exhibició a la Ciutat de les Arts i les Ciències de València, a 12 partides (8 de ràpides, en què el resultat fou de 6 a 2 per Kaspàrov, i 4 de blitz, amb 3 a 1 per Kaspàrov), i Kaspàrov va guanyar per un resultat total de 9 punts a 3. L'esdeveniment va tenir lloc exactament vint-i-cinc anys després que ambdós jugadors disputessin el seu llegendari matx pel Campionat del món de 1984.
Kaspàrov va estar entrenant Magnus Carlsen, sense que se sabés, des de març de 2009, fins a setembre de 2009. Sota la tutela de Kaspàrov, Carlsen va esdevenir, l'octubre de 2009, el més jove jugador de la història en superar la barrera dels 2.800 punts Elo, i va ascendir de la quarta a la primera posició mundial; el seu acord havia de fer que Kaspàrov continués entrenant Carlsen almenys durant tot el 2010.

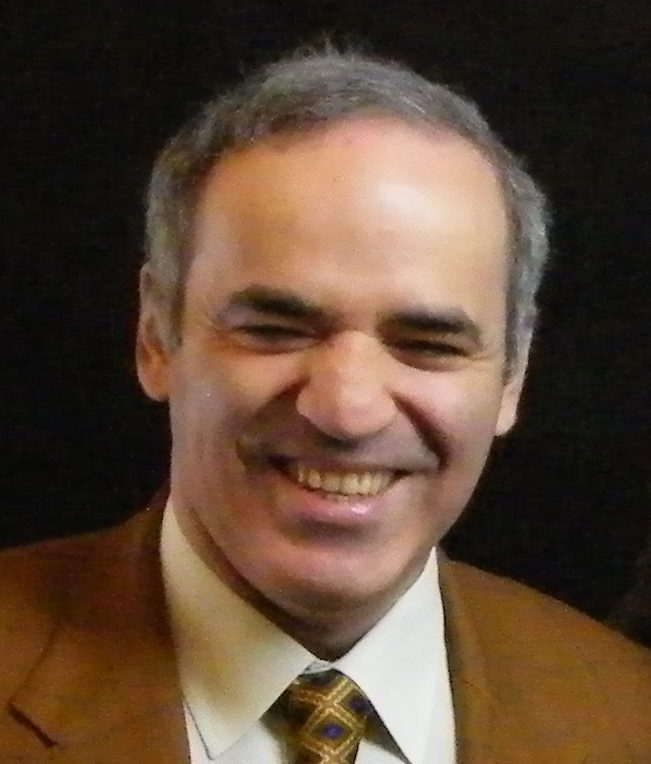
Kaspàrov, el 2010.

El març de 2010 fou notícia que Carlsen havia trencat relacions amb Kaspàrov i no el contractaria més com a entrenador, tot i que això va ser puntualitzat pel mateix Carlsen en una entrevista per la revista alemanya Der Spiegel indicant que seguien en contacte i que volia continuar tenint sessions d'entrenament amb Kaspàrov. El maig del mateix any es va saber que Kaspàrov havia ajudat Viswanathan Anand en la seva preparació pel Campionat del món de 2010 contra l'aspirant al títol Vesselín Topàlov. Anand guanyà el matx per 6½–5½ i retingué la corona. També el maig de 2010 va jugar 30 partides simultànies, guanyant-les totes, contra jugadors de la Universitat de Tel-Aviv a Israel.
El gener de 2011, Kaspàrov començà a entrenar el GM estatunidenc Hikaru Nakamura; la primera de diverses sessions d'entrenament que van mantenir fou a Nova York, tot just abans de la participació de Nakamura al torneig Tata Steel a Wijk aan Zee, als Països Baixos. El desembre de 2011, varen decidir d'acabar la seva col·laboració.
Kaspàrov va jugar dos matxs d'exhibició a partides ràpides a les darreries de 2011. El primer, el setembre, a Clichy (França) contra el campió de França Maxime Vachier-Lagrave, i el guanyà 1½-½. El segon fou un matx més llarg, de vuit partides ràpides, disputat el 9 d'octubre, contra el GM anglès Nigel Short. Kaspàrov guanyà novament, per 4½-3½.

#### Candidat a la presidència de la FIDE
El 7 d'octubre de 2013 Kaspàrov va anunciar la seva candidatura a la presidència de la FIDE durant una recepció a Tallinn, Estònia, on va tenir lloc el 84è Congrés de l'organització. La candidatura de Kaspàrov va rebre el suport del seu exestudiant, el campió del món regnant, i número 1 mundial Magnus Carlsen.

## Èxits en classificacions en l'àmbit escaquístic
Els rècords de Kaspàrov en l'elit dels escacs són:
- Manté el rècord de ser el número 1 del món durant el període més llarg.
- Va tenir l'Elo més elevat del món de forma contínua des de 1986 fins a 2005. L'única excepció es produí quan Vladímir Kràmnik el va igualar, el gener de 1996.[68] Va ser breument expulsat de la llista després de la seva ruptura amb la FIDE el 1993, però durant aquest temps va liderar la llista de l'organització rival PCA. En el moment de la seva retirada, encara era número 1 del món, amb una puntuació de 2812. La seva classificació va caure a la llista d'inactius des de gener de 2006.
- D'acord amb els càlculs alternatius de Chessmetrics, Kaspàrov va ser el jugador amb més puntuació del món de forma contínua des del febrer de 1985 fins a l'octubre de 2004.[69] També manté la puntuació mitjana més alta de tots els temps en un període de 2 (2877) a 20 (2856) anys i és segon per darrere de Bobby Fischer (2881 vs. 2879) en un període d'un any.
- El gener de 1990 Kaspàrov va aconseguir superar la barrera de 2800 punts, trencant l'antic rècord de Bobby Fischer de 2785 punts. Des de llavors, ha mantingut el rècord de la puntuació més alta mai aconseguida. A la llista de juliol de 1999 de la FIDE Kaspàrov va aconseguir el rècord de 2.851 punts Elo, la puntuació més alta mai aconseguida.[8][9][70]

## Olimpíades i altres grans torneigs per equips
Kaspàrov va jugar un total de vuit Olimpíades d'escacs, i va representar-hi quatre cops l'URSS i, després de la dissolució de la Unió Soviètica el 1991, quatre més Rússia. En el seu debut en les Olimpíades el 1980, va esdevenir, amb disset anys, el jugador més jove a representar la Unió Soviètica o Rússia a aquest nivell, un rècord que va ser batut per Vladímir Kràmnik el 1992. En 82 partides, va puntuar (+50 =29 -3), amb un 78,7% dels punts, i va guanyar un total de 19 medalles, inclosa la medalla d'or en les vuit competicions que va disputar. A l'Olimpíada de Moscou de 1994, va tenir un paper organitzatiu significatiu, ajudant a programar l'esdeveniment en poc temps, després que Salònica cancel·lés la seva oferta com a seu, unes poques setmanes abans de les dates programades.

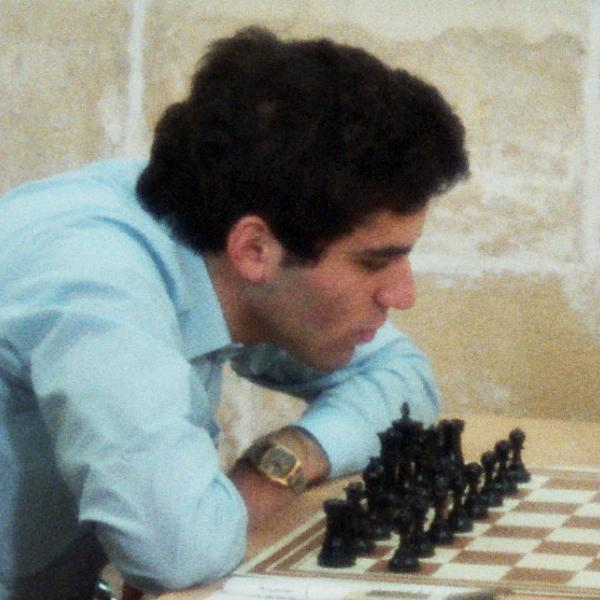
Kaspàrov a La Valletta, el 1980

Els registres detallats de Kaspàrov a les Olimpíades són:
- La Valletta (1980), 2n suplent de l'URSS, 9½/12 (+8 =3 -1), or per equips, bronze per taulers.
- Lucerna (1982), 2n tauler de l'URSS, 8½/11 (+6 =5 -0), or per equips, bronze per taulers.
- Dubai (1986), 1r tauler de l'URSS, 8½/11 (+7 =3 -1), or per equips, or per taulers, or per performance.
- Tessalònica (1988), 1r tauler de l'URSS, 8.5/10 (+7 =3 -0), or per equips, or per taulers, or per performance.
- Manila (1992), 1r tauler de Rússia, 8½/10 (+7 =3 -0), or per equips, or per taulers, plata per performance, i premi a la millor partida de l'olimpíada.[72]
- Moscou (1994), 1r tauler de Rússia, 6½/10 (+4 =5 -1), or per equips.
- Erevan (1996), 1r tauler de Rússia, 7/9 (+5 =4 -0), or per equips, or per taulers, plata per performance.
- Bled (2002), 1r tauler de Rússia, 7½/9 (+6 =3 -0), or per equips, or per taulers.

Kaspàrov va fer el seu debut internacional representant l'URSS amb tot just 16 anys al Campionat d'Europa per equips de 1980, i va a jugar-hi, representant Rússia, el 1992. Va guanyar un total de cinc medalles. Els seus resultats detallats són:
- Skara (1980), 2n suplent de l'URSS, 5½/6 (+5 =1 -0), or per equips, or per taulers.
- Debrecen (1992), 1r tauler de Rússia, 6/8 (+4 =4 -0), or per equips, or per taulers, plata per performance.

Kaspàrov també va representar l'URSS una vegada en l'Olimpíada de la Joventut:
- Graz (1981), 1r tauler de l'URSS, 9/10 (+8 = 2 -0), or per equips.

## Altres rècords en escacs
|   | a | b | c | d | e | f | g | h |   |
| 8 | c8 negres torre · d8 negres dama · e8 negres torre · g8 negres rei · f7 negres peó · a6 negres peó · d6 negres alfil · f6 negres cavall · h6 negres peó · d5 blanques peó · f5 negres alfil · g5 negres peó · a4 blanques cavall · b4 negres peó · b3 blanques peó · d3 negres cavall · f3 blanques alfil · g3 blanques alfil · a2 blanques peó · d2 blanques dama · f2 blanques peó · g2 blanques peó · h2 blanques peó · b1 blanques cavall · d1 blanques torre · f1 blanques torre · g1 blanques rei | c8 negres torre · d8 negres dama · e8 negres torre · g8 negres rei · f7 negres peó · a6 negres peó · d6 negres alfil · f6 negres cavall · h6 negres peó · d5 blanques peó · f5 negres alfil · g5 negres peó · a4 blanques cavall · b4 negres peó · b3 blanques peó · d3 negres cavall · f3 blanques alfil · g3 blanques alfil · a2 blanques peó · d2 blanques dama · f2 blanques peó · g2 blanques peó · h2 blanques peó · b1 blanques cavall · d1 blanques torre · f1 blanques torre · g1 blanques rei | c8 negres torre · d8 negres dama · e8 negres torre · g8 negres rei · f7 negres peó · a6 negres peó · d6 negres alfil · f6 negres cavall · h6 negres peó · d5 blanques peó · f5 negres alfil · g5 negres peó · a4 blanques cavall · b4 negres peó · b3 blanques peó · d3 negres cavall · f3 blanques alfil · g3 blanques alfil · a2 blanques peó · d2 blanques dama · f2 blanques peó · g2 blanques peó · h2 blanques peó · b1 blanques cavall · d1 blanques torre · f1 blanques torre · g1 blanques rei | c8 negres torre · d8 negres dama · e8 negres torre · g8 negres rei · f7 negres peó · a6 negres peó · d6 negres alfil · f6 negres cavall · h6 negres peó · d5 blanques peó · f5 negres alfil · g5 negres peó · a4 blanques cavall · b4 negres peó · b3 blanques peó · d3 negres cavall · f3 blanques alfil · g3 blanques alfil · a2 blanques peó · d2 blanques dama · f2 blanques peó · g2 blanques peó · h2 blanques peó · b1 blanques cavall · d1 blanques torre · f1 blanques torre · g1 blanques rei | c8 negres torre · d8 negres dama · e8 negres torre · g8 negres rei · f7 negres peó · a6 negres peó · d6 negres alfil · f6 negres cavall · h6 negres peó · d5 blanques peó · f5 negres alfil · g5 negres peó · a4 blanques cavall · b4 negres peó · b3 blanques peó · d3 negres cavall · f3 blanques alfil · g3 blanques alfil · a2 blanques peó · d2 blanques dama · f2 blanques peó · g2 blanques peó · h2 blanques peó · b1 blanques cavall · d1 blanques torre · f1 blanques torre · g1 blanques rei | c8 negres torre · d8 negres dama · e8 negres torre · g8 negres rei · f7 negres peó · a6 negres peó · d6 negres alfil · f6 negres cavall · h6 negres peó · d5 blanques peó · f5 negres alfil · g5 negres peó · a4 blanques cavall · b4 negres peó · b3 blanques peó · d3 negres cavall · f3 blanques alfil · g3 blanques alfil · a2 blanques peó · d2 blanques dama · f2 blanques peó · g2 blanques peó · h2 blanques peó · b1 blanques cavall · d1 blanques torre · f1 blanques torre · g1 blanques rei | c8 negres torre · d8 negres dama · e8 negres torre · g8 negres rei · f7 negres peó · a6 negres peó · d6 negres alfil · f6 negres cavall · h6 negres peó · d5 blanques peó · f5 negres alfil · g5 negres peó · a4 blanques cavall · b4 negres peó · b3 blanques peó · d3 negres cavall · f3 blanques alfil · g3 blanques alfil · a2 blanques peó · d2 blanques dama · f2 blanques peó · g2 blanques peó · h2 blanques peó · b1 blanques cavall · d1 blanques torre · f1 blanques torre · g1 blanques rei | c8 negres torre · d8 negres dama · e8 negres torre · g8 negres rei · f7 negres peó · a6 negres peó · d6 negres alfil · f6 negres cavall · h6 negres peó · d5 blanques peó · f5 negres alfil · g5 negres peó · a4 blanques cavall · b4 negres peó · b3 blanques peó · d3 negres cavall · f3 blanques alfil · g3 blanques alfil · a2 blanques peó · d2 blanques dama · f2 blanques peó · g2 blanques peó · h2 blanques peó · b1 blanques cavall · d1 blanques torre · f1 blanques torre · g1 blanques rei | 8 |
| 7 | c8 negres torre · d8 negres dama · e8 negres torre · g8 negres rei · f7 negres peó · a6 negres peó · d6 negres alfil · f6 negres cavall · h6 negres peó · d5 blanques peó · f5 negres alfil · g5 negres peó · a4 blanques cavall · b4 negres peó · b3 blanques peó · d3 negres cavall · f3 blanques alfil · g3 blanques alfil · a2 blanques peó · d2 blanques dama · f2 blanques peó · g2 blanques peó · h2 blanques peó · b1 blanques cavall · d1 blanques torre · f1 blanques torre · g1 blanques rei | c8 negres torre · d8 negres dama · e8 negres torre · g8 negres rei · f7 negres peó · a6 negres peó · d6 negres alfil · f6 negres cavall · h6 negres peó · d5 blanques peó · f5 negres alfil · g5 negres peó · a4 blanques cavall · b4 negres peó · b3 blanques peó · d3 negres cavall · f3 blanques alfil · g3 blanques alfil · a2 blanques peó · d2 blanques dama · f2 blanques peó · g2 blanques peó · h2 blanques peó · b1 blanques cavall · d1 blanques torre · f1 blanques torre · g1 blanques rei | c8 negres torre · d8 negres dama · e8 negres torre · g8 negres rei · f7 negres peó · a6 negres peó · d6 negres alfil · f6 negres cavall · h6 negres peó · d5 blanques peó · f5 negres alfil · g5 negres peó · a4 blanques cavall · b4 negres peó · b3 blanques peó · d3 negres cavall · f3 blanques alfil · g3 blanques alfil · a2 blanques peó · d2 blanques dama · f2 blanques peó · g2 blanques peó · h2 blanques peó · b1 blanques cavall · d1 blanques torre · f1 blanques torre · g1 blanques rei | c8 negres torre · d8 negres dama · e8 negres torre · g8 negres rei · f7 negres peó · a6 negres peó · d6 negres alfil · f6 negres cavall · h6 negres peó · d5 blanques peó · f5 negres alfil · g5 negres peó · a4 blanques cavall · b4 negres peó · b3 blanques peó · d3 negres cavall · f3 blanques alfil · g3 blanques alfil · a2 blanques peó · d2 blanques dama · f2 blanques peó · g2 blanques peó · h2 blanques peó · b1 blanques cavall · d1 blanques torre · f1 blanques torre · g1 blanques rei | c8 negres torre · d8 negres dama · e8 negres torre · g8 negres rei · f7 negres peó · a6 negres peó · d6 negres alfil · f6 negres cavall · h6 negres peó · d5 blanques peó · f5 negres alfil · g5 negres peó · a4 blanques cavall · b4 negres peó · b3 blanques peó · d3 negres cavall · f3 blanques alfil · g3 blanques alfil · a2 blanques peó · d2 blanques dama · f2 blanques peó · g2 blanques peó · h2 blanques peó · b1 blanques cavall · d1 blanques torre · f1 blanques torre · g1 blanques rei | c8 negres torre · d8 negres dama · e8 negres torre · g8 negres rei · f7 negres peó · a6 negres peó · d6 negres alfil · f6 negres cavall · h6 negres peó · d5 blanques peó · f5 negres alfil · g5 negres peó · a4 blanques cavall · b4 negres peó · b3 blanques peó · d3 negres cavall · f3 blanques alfil · g3 blanques alfil · a2 blanques peó · d2 blanques dama · f2 blanques peó · g2 blanques peó · h2 blanques peó · b1 blanques cavall · d1 blanques torre · f1 blanques torre · g1 blanques rei | c8 negres torre · d8 negres dama · e8 negres torre · g8 negres rei · f7 negres peó · a6 negres peó · d6 negres alfil · f6 negres cavall · h6 negres peó · d5 blanques peó · f5 negres alfil · g5 negres peó · a4 blanques cavall · b4 negres peó · b3 blanques peó · d3 negres cavall · f3 blanques alfil · g3 blanques alfil · a2 blanques peó · d2 blanques dama · f2 blanques peó · g2 blanques peó · h2 blanques peó · b1 blanques cavall · d1 blanques torre · f1 blanques torre · g1 blanques rei | c8 negres torre · d8 negres dama · e8 negres torre · g8 negres rei · f7 negres peó · a6 negres peó · d6 negres alfil · f6 negres cavall · h6 negres peó · d5 blanques peó · f5 negres alfil · g5 negres peó · a4 blanques cavall · b4 negres peó · b3 blanques peó · d3 negres cavall · f3 blanques alfil · g3 blanques alfil · a2 blanques peó · d2 blanques dama · f2 blanques peó · g2 blanques peó · h2 blanques peó · b1 blanques cavall · d1 blanques torre · f1 blanques torre · g1 blanques rei | 7 |
| 6 | c8 negres torre · d8 negres dama · e8 negres torre · g8 negres rei · f7 negres peó · a6 negres peó · d6 negres alfil · f6 negres cavall · h6 negres peó · d5 blanques peó · f5 negres alfil · g5 negres peó · a4 blanques cavall · b4 negres peó · b3 blanques peó · d3 negres cavall · f3 blanques alfil · g3 blanques alfil · a2 blanques peó · d2 blanques dama · f2 blanques peó · g2 blanques peó · h2 blanques peó · b1 blanques cavall · d1 blanques torre · f1 blanques torre · g1 blanques rei | c8 negres torre · d8 negres dama · e8 negres torre · g8 negres rei · f7 negres peó · a6 negres peó · d6 negres alfil · f6 negres cavall · h6 negres peó · d5 blanques peó · f5 negres alfil · g5 negres peó · a4 blanques cavall · b4 negres peó · b3 blanques peó · d3 negres cavall · f3 blanques alfil · g3 blanques alfil · a2 blanques peó · d2 blanques dama · f2 blanques peó · g2 blanques peó · h2 blanques peó · b1 blanques cavall · d1 blanques torre · f1 blanques torre · g1 blanques rei | c8 negres torre · d8 negres dama · e8 negres torre · g8 negres rei · f7 negres peó · a6 negres peó · d6 negres alfil · f6 negres cavall · h6 negres peó · d5 blanques peó · f5 negres alfil · g5 negres peó · a4 blanques cavall · b4 negres peó · b3 blanques peó · d3 negres cavall · f3 blanques alfil · g3 blanques alfil · a2 blanques peó · d2 blanques dama · f2 blanques peó · g2 blanques peó · h2 blanques peó · b1 blanques cavall · d1 blanques torre · f1 blanques torre · g1 blanques rei | c8 negres torre · d8 negres dama · e8 negres torre · g8 negres rei · f7 negres peó · a6 negres peó · d6 negres alfil · f6 negres cavall · h6 negres peó · d5 blanques peó · f5 negres alfil · g5 negres peó · a4 blanques cavall · b4 negres peó · b3 blanques peó · d3 negres cavall · f3 blanques alfil · g3 blanques alfil · a2 blanques peó · d2 blanques dama · f2 blanques peó · g2 blanques peó · h2 blanques peó · b1 blanques cavall · d1 blanques torre · f1 blanques torre · g1 blanques rei | c8 negres torre · d8 negres dama · e8 negres torre · g8 negres rei · f7 negres peó · a6 negres peó · d6 negres alfil · f6 negres cavall · h6 negres peó · d5 blanques peó · f5 negres alfil · g5 negres peó · a4 blanques cavall · b4 negres peó · b3 blanques peó · d3 negres cavall · f3 blanques alfil · g3 blanques alfil · a2 blanques peó · d2 blanques dama · f2 blanques peó · g2 blanques peó · h2 blanques peó · b1 blanques cavall · d1 blanques torre · f1 blanques torre · g1 blanques rei | c8 negres torre · d8 negres dama · e8 negres torre · g8 negres rei · f7 negres peó · a6 negres peó · d6 negres alfil · f6 negres cavall · h6 negres peó · d5 blanques peó · f5 negres alfil · g5 negres peó · a4 blanques cavall · b4 negres peó · b3 blanques peó · d3 negres cavall · f3 blanques alfil · g3 blanques alfil · a2 blanques peó · d2 blanques dama · f2 blanques peó · g2 blanques peó · h2 blanques peó · b1 blanques cavall · d1 blanques torre · f1 blanques torre · g1 blanques rei | c8 negres torre · d8 negres dama · e8 negres torre · g8 negres rei · f7 negres peó · a6 negres peó · d6 negres alfil · f6 negres cavall · h6 negres peó · d5 blanques peó · f5 negres alfil · g5 negres peó · a4 blanques cavall · b4 negres peó · b3 blanques peó · d3 negres cavall · f3 blanques alfil · g3 blanques alfil · a2 blanques peó · d2 blanques dama · f2 blanques peó · g2 blanques peó · h2 blanques peó · b1 blanques cavall · d1 blanques torre · f1 blanques torre · g1 blanques rei | c8 negres torre · d8 negres dama · e8 negres torre · g8 negres rei · f7 negres peó · a6 negres peó · d6 negres alfil · f6 negres cavall · h6 negres peó · d5 blanques peó · f5 negres alfil · g5 negres peó · a4 blanques cavall · b4 negres peó · b3 blanques peó · d3 negres cavall · f3 blanques alfil · g3 blanques alfil · a2 blanques peó · d2 blanques dama · f2 blanques peó · g2 blanques peó · h2 blanques peó · b1 blanques cavall · d1 blanques torre · f1 blanques torre · g1 blanques rei | 6 |
| 5 | c8 negres torre · d8 negres dama · e8 negres torre · g8 negres rei · f7 negres peó · a6 negres peó · d6 negres alfil · f6 negres cavall · h6 negres peó · d5 blanques peó · f5 negres alfil · g5 negres peó · a4 blanques cavall · b4 negres peó · b3 blanques peó · d3 negres cavall · f3 blanques alfil · g3 blanques alfil · a2 blanques peó · d2 blanques dama · f2 blanques peó · g2 blanques peó · h2 blanques peó · b1 blanques cavall · d1 blanques torre · f1 blanques torre · g1 blanques rei | c8 negres torre · d8 negres dama · e8 negres torre · g8 negres rei · f7 negres peó · a6 negres peó · d6 negres alfil · f6 negres cavall · h6 negres peó · d5 blanques peó · f5 negres alfil · g5 negres peó · a4 blanques cavall · b4 negres peó · b3 blanques peó · d3 negres cavall · f3 blanques alfil · g3 blanques alfil · a2 blanques peó · d2 blanques dama · f2 blanques peó · g2 blanques peó · h2 blanques peó · b1 blanques cavall · d1 blanques torre · f1 blanques torre · g1 blanques rei | c8 negres torre · d8 negres dama · e8 negres torre · g8 negres rei · f7 negres peó · a6 negres peó · d6 negres alfil · f6 negres cavall · h6 negres peó · d5 blanques peó · f5 negres alfil · g5 negres peó · a4 blanques cavall · b4 negres peó · b3 blanques peó · d3 negres cavall · f3 blanques alfil · g3 blanques alfil · a2 blanques peó · d2 blanques dama · f2 blanques peó · g2 blanques peó · h2 blanques peó · b1 blanques cavall · d1 blanques torre · f1 blanques torre · g1 blanques rei | c8 negres torre · d8 negres dama · e8 negres torre · g8 negres rei · f7 negres peó · a6 negres peó · d6 negres alfil · f6 negres cavall · h6 negres peó · d5 blanques peó · f5 negres alfil · g5 negres peó · a4 blanques cavall · b4 negres peó · b3 blanques peó · d3 negres cavall · f3 blanques alfil · g3 blanques alfil · a2 blanques peó · d2 blanques dama · f2 blanques peó · g2 blanques peó · h2 blanques peó · b1 blanques cavall · d1 blanques torre · f1 blanques torre · g1 blanques rei | c8 negres torre · d8 negres dama · e8 negres torre · g8 negres rei · f7 negres peó · a6 negres peó · d6 negres alfil · f6 negres cavall · h6 negres peó · d5 blanques peó · f5 negres alfil · g5 negres peó · a4 blanques cavall · b4 negres peó · b3 blanques peó · d3 negres cavall · f3 blanques alfil · g3 blanques alfil · a2 blanques peó · d2 blanques dama · f2 blanques peó · g2 blanques peó · h2 blanques peó · b1 blanques cavall · d1 blanques torre · f1 blanques torre · g1 blanques rei | c8 negres torre · d8 negres dama · e8 negres torre · g8 negres rei · f7 negres peó · a6 negres peó · d6 negres alfil · f6 negres cavall · h6 negres peó · d5 blanques peó · f5 negres alfil · g5 negres peó · a4 blanques cavall · b4 negres peó · b3 blanques peó · d3 negres cavall · f3 blanques alfil · g3 blanques alfil · a2 blanques peó · d2 blanques dama · f2 blanques peó · g2 blanques peó · h2 blanques peó · b1 blanques cavall · d1 blanques torre · f1 blanques torre · g1 blanques rei | c8 negres torre · d8 negres dama · e8 negres torre · g8 negres rei · f7 negres peó · a6 negres peó · d6 negres alfil · f6 negres cavall · h6 negres peó · d5 blanques peó · f5 negres alfil · g5 negres peó · a4 blanques cavall · b4 negres peó · b3 blanques peó · d3 negres cavall · f3 blanques alfil · g3 blanques alfil · a2 blanques peó · d2 blanques dama · f2 blanques peó · g2 blanques peó · h2 blanques peó · b1 blanques cavall · d1 blanques torre · f1 blanques torre · g1 blanques rei | c8 negres torre · d8 negres dama · e8 negres torre · g8 negres rei · f7 negres peó · a6 negres peó · d6 negres alfil · f6 negres cavall · h6 negres peó · d5 blanques peó · f5 negres alfil · g5 negres peó · a4 blanques cavall · b4 negres peó · b3 blanques peó · d3 negres cavall · f3 blanques alfil · g3 blanques alfil · a2 blanques peó · d2 blanques dama · f2 blanques peó · g2 blanques peó · h2 blanques peó · b1 blanques cavall · d1 blanques torre · f1 blanques torre · g1 blanques rei | 5 |
| 4 | c8 negres torre · d8 negres dama · e8 negres torre · g8 negres rei · f7 negres peó · a6 negres peó · d6 negres alfil · f6 negres cavall · h6 negres peó · d5 blanques peó · f5 negres alfil · g5 negres peó · a4 blanques cavall · b4 negres peó · b3 blanques peó · d3 negres cavall · f3 blanques alfil · g3 blanques alfil · a2 blanques peó · d2 blanques dama · f2 blanques peó · g2 blanques peó · h2 blanques peó · b1 blanques cavall · d1 blanques torre · f1 blanques torre · g1 blanques rei | c8 negres torre · d8 negres dama · e8 negres torre · g8 negres rei · f7 negres peó · a6 negres peó · d6 negres alfil · f6 negres cavall · h6 negres peó · d5 blanques peó · f5 negres alfil · g5 negres peó · a4 blanques cavall · b4 negres peó · b3 blanques peó · d3 negres cavall · f3 blanques alfil · g3 blanques alfil · a2 blanques peó · d2 blanques dama · f2 blanques peó · g2 blanques peó · h2 blanques peó · b1 blanques cavall · d1 blanques torre · f1 blanques torre · g1 blanques rei | c8 negres torre · d8 negres dama · e8 negres torre · g8 negres rei · f7 negres peó · a6 negres peó · d6 negres alfil · f6 negres cavall · h6 negres peó · d5 blanques peó · f5 negres alfil · g5 negres peó · a4 blanques cavall · b4 negres peó · b3 blanques peó · d3 negres cavall · f3 blanques alfil · g3 blanques alfil · a2 blanques peó · d2 blanques dama · f2 blanques peó · g2 blanques peó · h2 blanques peó · b1 blanques cavall · d1 blanques torre · f1 blanques torre · g1 blanques rei | c8 negres torre · d8 negres dama · e8 negres torre · g8 negres rei · f7 negres peó · a6 negres peó · d6 negres alfil · f6 negres cavall · h6 negres peó · d5 blanques peó · f5 negres alfil · g5 negres peó · a4 blanques cavall · b4 negres peó · b3 blanques peó · d3 negres cavall · f3 blanques alfil · g3 blanques alfil · a2 blanques peó · d2 blanques dama · f2 blanques peó · g2 blanques peó · h2 blanques peó · b1 blanques cavall · d1 blanques torre · f1 blanques torre · g1 blanques rei | c8 negres torre · d8 negres dama · e8 negres torre · g8 negres rei · f7 negres peó · a6 negres peó · d6 negres alfil · f6 negres cavall · h6 negres peó · d5 blanques peó · f5 negres alfil · g5 negres peó · a4 blanques cavall · b4 negres peó · b3 blanques peó · d3 negres cavall · f3 blanques alfil · g3 blanques alfil · a2 blanques peó · d2 blanques dama · f2 blanques peó · g2 blanques peó · h2 blanques peó · b1 blanques cavall · d1 blanques torre · f1 blanques torre · g1 blanques rei | c8 negres torre · d8 negres dama · e8 negres torre · g8 negres rei · f7 negres peó · a6 negres peó · d6 negres alfil · f6 negres cavall · h6 negres peó · d5 blanques peó · f5 negres alfil · g5 negres peó · a4 blanques cavall · b4 negres peó · b3 blanques peó · d3 negres cavall · f3 blanques alfil · g3 blanques alfil · a2 blanques peó · d2 blanques dama · f2 blanques peó · g2 blanques peó · h2 blanques peó · b1 blanques cavall · d1 blanques torre · f1 blanques torre · g1 blanques rei | c8 negres torre · d8 negres dama · e8 negres torre · g8 negres rei · f7 negres peó · a6 negres peó · d6 negres alfil · f6 negres cavall · h6 negres peó · d5 blanques peó · f5 negres alfil · g5 negres peó · a4 blanques cavall · b4 negres peó · b3 blanques peó · d3 negres cavall · f3 blanques alfil · g3 blanques alfil · a2 blanques peó · d2 blanques dama · f2 blanques peó · g2 blanques peó · h2 blanques peó · b1 blanques cavall · d1 blanques torre · f1 blanques torre · g1 blanques rei | c8 negres torre · d8 negres dama · e8 negres torre · g8 negres rei · f7 negres peó · a6 negres peó · d6 negres alfil · f6 negres cavall · h6 negres peó · d5 blanques peó · f5 negres alfil · g5 negres peó · a4 blanques cavall · b4 negres peó · b3 blanques peó · d3 negres cavall · f3 blanques alfil · g3 blanques alfil · a2 blanques peó · d2 blanques dama · f2 blanques peó · g2 blanques peó · h2 blanques peó · b1 blanques cavall · d1 blanques torre · f1 blanques torre · g1 blanques rei | 4 |
| 3 | c8 negres torre · d8 negres dama · e8 negres torre · g8 negres rei · f7 negres peó · a6 negres peó · d6 negres alfil · f6 negres cavall · h6 negres peó · d5 blanques peó · f5 negres alfil · g5 negres peó · a4 blanques cavall · b4 negres peó · b3 blanques peó · d3 negres cavall · f3 blanques alfil · g3 blanques alfil · a2 blanques peó · d2 blanques dama · f2 blanques peó · g2 blanques peó · h2 blanques peó · b1 blanques cavall · d1 blanques torre · f1 blanques torre · g1 blanques rei | c8 negres torre · d8 negres dama · e8 negres torre · g8 negres rei · f7 negres peó · a6 negres peó · d6 negres alfil · f6 negres cavall · h6 negres peó · d5 blanques peó · f5 negres alfil · g5 negres peó · a4 blanques cavall · b4 negres peó · b3 blanques peó · d3 negres cavall · f3 blanques alfil · g3 blanques alfil · a2 blanques peó · d2 blanques dama · f2 blanques peó · g2 blanques peó · h2 blanques peó · b1 blanques cavall · d1 blanques torre · f1 blanques torre · g1 blanques rei | c8 negres torre · d8 negres dama · e8 negres torre · g8 negres rei · f7 negres peó · a6 negres peó · d6 negres alfil · f6 negres cavall · h6 negres peó · d5 blanques peó · f5 negres alfil · g5 negres peó · a4 blanques cavall · b4 negres peó · b3 blanques peó · d3 negres cavall · f3 blanques alfil · g3 blanques alfil · a2 blanques peó · d2 blanques dama · f2 blanques peó · g2 blanques peó · h2 blanques peó · b1 blanques cavall · d1 blanques torre · f1 blanques torre · g1 blanques rei | c8 negres torre · d8 negres dama · e8 negres torre · g8 negres rei · f7 negres peó · a6 negres peó · d6 negres alfil · f6 negres cavall · h6 negres peó · d5 blanques peó · f5 negres alfil · g5 negres peó · a4 blanques cavall · b4 negres peó · b3 blanques peó · d3 negres cavall · f3 blanques alfil · g3 blanques alfil · a2 blanques peó · d2 blanques dama · f2 blanques peó · g2 blanques peó · h2 blanques peó · b1 blanques cavall · d1 blanques torre · f1 blanques torre · g1 blanques rei | c8 negres torre · d8 negres dama · e8 negres torre · g8 negres rei · f7 negres peó · a6 negres peó · d6 negres alfil · f6 negres cavall · h6 negres peó · d5 blanques peó · f5 negres alfil · g5 negres peó · a4 blanques cavall · b4 negres peó · b3 blanques peó · d3 negres cavall · f3 blanques alfil · g3 blanques alfil · a2 blanques peó · d2 blanques dama · f2 blanques peó · g2 blanques peó · h2 blanques peó · b1 blanques cavall · d1 blanques torre · f1 blanques torre · g1 blanques rei | c8 negres torre · d8 negres dama · e8 negres torre · g8 negres rei · f7 negres peó · a6 negres peó · d6 negres alfil · f6 negres cavall · h6 negres peó · d5 blanques peó · f5 negres alfil · g5 negres peó · a4 blanques cavall · b4 negres peó · b3 blanques peó · d3 negres cavall · f3 blanques alfil · g3 blanques alfil · a2 blanques peó · d2 blanques dama · f2 blanques peó · g2 blanques peó · h2 blanques peó · b1 blanques cavall · d1 blanques torre · f1 blanques torre · g1 blanques rei | c8 negres torre · d8 negres dama · e8 negres torre · g8 negres rei · f7 negres peó · a6 negres peó · d6 negres alfil · f6 negres cavall · h6 negres peó · d5 blanques peó · f5 negres alfil · g5 negres peó · a4 blanques cavall · b4 negres peó · b3 blanques peó · d3 negres cavall · f3 blanques alfil · g3 blanques alfil · a2 blanques peó · d2 blanques dama · f2 blanques peó · g2 blanques peó · h2 blanques peó · b1 blanques cavall · d1 blanques torre · f1 blanques torre · g1 blanques rei | c8 negres torre · d8 negres dama · e8 negres torre · g8 negres rei · f7 negres peó · a6 negres peó · d6 negres alfil · f6 negres cavall · h6 negres peó · d5 blanques peó · f5 negres alfil · g5 negres peó · a4 blanques cavall · b4 negres peó · b3 blanques peó · d3 negres cavall · f3 blanques alfil · g3 blanques alfil · a2 blanques peó · d2 blanques dama · f2 blanques peó · g2 blanques peó · h2 blanques peó · b1 blanques cavall · d1 blanques torre · f1 blanques torre · g1 blanques rei | 3 |
| 2 | c8 negres torre · d8 negres dama · e8 negres torre · g8 negres rei · f7 negres peó · a6 negres peó · d6 negres alfil · f6 negres cavall · h6 negres peó · d5 blanques peó · f5 negres alfil · g5 negres peó · a4 blanques cavall · b4 negres peó · b3 blanques peó · d3 negres cavall · f3 blanques alfil · g3 blanques alfil · a2 blanques peó · d2 blanques dama · f2 blanques peó · g2 blanques peó · h2 blanques peó · b1 blanques cavall · d1 blanques torre · f1 blanques torre · g1 blanques rei | c8 negres torre · d8 negres dama · e8 negres torre · g8 negres rei · f7 negres peó · a6 negres peó · d6 negres alfil · f6 negres cavall · h6 negres peó · d5 blanques peó · f5 negres alfil · g5 negres peó · a4 blanques cavall · b4 negres peó · b3 blanques peó · d3 negres cavall · f3 blanques alfil · g3 blanques alfil · a2 blanques peó · d2 blanques dama · f2 blanques peó · g2 blanques peó · h2 blanques peó · b1 blanques cavall · d1 blanques torre · f1 blanques torre · g1 blanques rei | c8 negres torre · d8 negres dama · e8 negres torre · g8 negres rei · f7 negres peó · a6 negres peó · d6 negres alfil · f6 negres cavall · h6 negres peó · d5 blanques peó · f5 negres alfil · g5 negres peó · a4 blanques cavall · b4 negres peó · b3 blanques peó · d3 negres cavall · f3 blanques alfil · g3 blanques alfil · a2 blanques peó · d2 blanques dama · f2 blanques peó · g2 blanques peó · h2 blanques peó · b1 blanques cavall · d1 blanques torre · f1 blanques torre · g1 blanques rei | c8 negres torre · d8 negres dama · e8 negres torre · g8 negres rei · f7 negres peó · a6 negres peó · d6 negres alfil · f6 negres cavall · h6 negres peó · d5 blanques peó · f5 negres alfil · g5 negres peó · a4 blanques cavall · b4 negres peó · b3 blanques peó · d3 negres cavall · f3 blanques alfil · g3 blanques alfil · a2 blanques peó · d2 blanques dama · f2 blanques peó · g2 blanques peó · h2 blanques peó · b1 blanques cavall · d1 blanques torre · f1 blanques torre · g1 blanques rei | c8 negres torre · d8 negres dama · e8 negres torre · g8 negres rei · f7 negres peó · a6 negres peó · d6 negres alfil · f6 negres cavall · h6 negres peó · d5 blanques peó · f5 negres alfil · g5 negres peó · a4 blanques cavall · b4 negres peó · b3 blanques peó · d3 negres cavall · f3 blanques alfil · g3 blanques alfil · a2 blanques peó · d2 blanques dama · f2 blanques peó · g2 blanques peó · h2 blanques peó · b1 blanques cavall · d1 blanques torre · f1 blanques torre · g1 blanques rei | c8 negres torre · d8 negres dama · e8 negres torre · g8 negres rei · f7 negres peó · a6 negres peó · d6 negres alfil · f6 negres cavall · h6 negres peó · d5 blanques peó · f5 negres alfil · g5 negres peó · a4 blanques cavall · b4 negres peó · b3 blanques peó · d3 negres cavall · f3 blanques alfil · g3 blanques alfil · a2 blanques peó · d2 blanques dama · f2 blanques peó · g2 blanques peó · h2 blanques peó · b1 blanques cavall · d1 blanques torre · f1 blanques torre · g1 blanques rei | c8 negres torre · d8 negres dama · e8 negres torre · g8 negres rei · f7 negres peó · a6 negres peó · d6 negres alfil · f6 negres cavall · h6 negres peó · d5 blanques peó · f5 negres alfil · g5 negres peó · a4 blanques cavall · b4 negres peó · b3 blanques peó · d3 negres cavall · f3 blanques alfil · g3 blanques alfil · a2 blanques peó · d2 blanques dama · f2 blanques peó · g2 blanques peó · h2 blanques peó · b1 blanques cavall · d1 blanques torre · f1 blanques torre · g1 blanques rei | c8 negres torre · d8 negres dama · e8 negres torre · g8 negres rei · f7 negres peó · a6 negres peó · d6 negres alfil · f6 negres cavall · h6 negres peó · d5 blanques peó · f5 negres alfil · g5 negres peó · a4 blanques cavall · b4 negres peó · b3 blanques peó · d3 negres cavall · f3 blanques alfil · g3 blanques alfil · a2 blanques peó · d2 blanques dama · f2 blanques peó · g2 blanques peó · h2 blanques peó · b1 blanques cavall · d1 blanques torre · f1 blanques torre · g1 blanques rei | 2 |
| 1 | c8 negres torre · d8 negres dama · e8 negres torre · g8 negres rei · f7 negres peó · a6 negres peó · d6 negres alfil · f6 negres cavall · h6 negres peó · d5 blanques peó · f5 negres alfil · g5 negres peó · a4 blanques cavall · b4 negres peó · b3 blanques peó · d3 negres cavall · f3 blanques alfil · g3 blanques alfil · a2 blanques peó · d2 blanques dama · f2 blanques peó · g2 blanques peó · h2 blanques peó · b1 blanques cavall · d1 blanques torre · f1 blanques torre · g1 blanques rei | c8 negres torre · d8 negres dama · e8 negres torre · g8 negres rei · f7 negres peó · a6 negres peó · d6 negres alfil · f6 negres cavall · h6 negres peó · d5 blanques peó · f5 negres alfil · g5 negres peó · a4 blanques cavall · b4 negres peó · b3 blanques peó · d3 negres cavall · f3 blanques alfil · g3 blanques alfil · a2 blanques peó · d2 blanques dama · f2 blanques peó · g2 blanques peó · h2 blanques peó · b1 blanques cavall · d1 blanques torre · f1 blanques torre · g1 blanques rei | c8 negres torre · d8 negres dama · e8 negres torre · g8 negres rei · f7 negres peó · a6 negres peó · d6 negres alfil · f6 negres cavall · h6 negres peó · d5 blanques peó · f5 negres alfil · g5 negres peó · a4 blanques cavall · b4 negres peó · b3 blanques peó · d3 negres cavall · f3 blanques alfil · g3 blanques alfil · a2 blanques peó · d2 blanques dama · f2 blanques peó · g2 blanques peó · h2 blanques peó · b1 blanques cavall · d1 blanques torre · f1 blanques torre · g1 blanques rei | c8 negres torre · d8 negres dama · e8 negres torre · g8 negres rei · f7 negres peó · a6 negres peó · d6 negres alfil · f6 negres cavall · h6 negres peó · d5 blanques peó · f5 negres alfil · g5 negres peó · a4 blanques cavall · b4 negres peó · b3 blanques peó · d3 negres cavall · f3 blanques alfil · g3 blanques alfil · a2 blanques peó · d2 blanques dama · f2 blanques peó · g2 blanques peó · h2 blanques peó · b1 blanques cavall · d1 blanques torre · f1 blanques torre · g1 blanques rei | c8 negres torre · d8 negres dama · e8 negres torre · g8 negres rei · f7 negres peó · a6 negres peó · d6 negres alfil · f6 negres cavall · h6 negres peó · d5 blanques peó · f5 negres alfil · g5 negres peó · a4 blanques cavall · b4 negres peó · b3 blanques peó · d3 negres cavall · f3 blanques alfil · g3 blanques alfil · a2 blanques peó · d2 blanques dama · f2 blanques peó · g2 blanques peó · h2 blanques peó · b1 blanques cavall · d1 blanques torre · f1 blanques torre · g1 blanques rei | c8 negres torre · d8 negres dama · e8 negres torre · g8 negres rei · f7 negres peó · a6 negres peó · d6 negres alfil · f6 negres cavall · h6 negres peó · d5 blanques peó · f5 negres alfil · g5 negres peó · a4 blanques cavall · b4 negres peó · b3 blanques peó · d3 negres cavall · f3 blanques alfil · g3 blanques alfil · a2 blanques peó · d2 blanques dama · f2 blanques peó · g2 blanques peó · h2 blanques peó · b1 blanques cavall · d1 blanques torre · f1 blanques torre · g1 blanques rei | c8 negres torre · d8 negres dama · e8 negres torre · g8 negres rei · f7 negres peó · a6 negres peó · d6 negres alfil · f6 negres cavall · h6 negres peó · d5 blanques peó · f5 negres alfil · g5 negres peó · a4 blanques cavall · b4 negres peó · b3 blanques peó · d3 negres cavall · f3 blanques alfil · g3 blanques alfil · a2 blanques peó · d2 blanques dama · f2 blanques peó · g2 blanques peó · h2 blanques peó · b1 blanques cavall · d1 blanques torre · f1 blanques torre · g1 blanques rei | c8 negres torre · d8 negres dama · e8 negres torre · g8 negres rei · f7 negres peó · a6 negres peó · d6 negres alfil · f6 negres cavall · h6 negres peó · d5 blanques peó · f5 negres alfil · g5 negres peó · a4 blanques cavall · b4 negres peó · b3 blanques peó · d3 negres cavall · f3 blanques alfil · g3 blanques alfil · a2 blanques peó · d2 blanques dama · f2 blanques peó · g2 blanques peó · h2 blanques peó · b1 blanques cavall · d1 blanques torre · f1 blanques torre · g1 blanques rei | 1 |
|   | a | b | c | d | e | f | g | h |   |

Kaspàrov té el rècord de més victòries en torneigs professionals de forma consecutiva, acabant primer o empatat amb el primer en 15 torneigs individuals des de 1981 fins a 1990. La ratxa va ser tallada per Vasil Ivantxuk a Linares el 1991, on Kaspàrov va acabar-hi 2n, mig punt per sota seu. Els detalls del seu rècord són:
- Bixkek (1981), Campionat de l'URSS, 12½/17, 1r empatat.
- Bugojno (1982), 9½/13, 1r.
- Moscou (1982), Interzonal, 10/13, 1r.
- Nikšić (1983), 11/14, 1r.
- Brussel·les OHRA (1986), 7½/10, 1r.
- Brussel·les (1987), 8½/11, 1r empatat.
- Amsterdam Optiebeurs (1988), 9/12, 1r.
- Belfort (Copa del Món) (1988), 11½/15, 1r.
- Moscou (1988), Campionat de l'URSS, 11½/17, 1r empatat.
- Reykjavík (Copa del Món) (1988), 11/17, 1r.
- Barcelona (Copa del Món) (1989), 11/16, 1r empatat.
- Skellefteå (Copa del Món) (1989), 9½/15, 1r empatat.
- Tilburg (1989), 12/14, 1r.
- Belgrad (Investbank) (1989), 9½/11, 1r.
- Linares (1990), 8/11, 1r.

A més dels seus resultats, Kaspàrov ha guanyat 11 vegades l'Òscar dels escacs, (és el jugador que més cops ha guanyat aquest premi). També ha ocupat el primer lloc de l'escalafó mundial de la FIDE en 23 ocasions.

## Partides notables
- Un jove Kaspàrov apallissa un dels millors jugadors mundials del moment, Lajos Portisch: Garri Kaspàrov vs Lajos Portisch, Niksic 1983 defensa índia de dama, variant Kaspàrov-Petrossian (E12), 1–0.
- Una extremadament brillant i creativa obra de Kaspàrov: Anatoli Kàrpov vs Garri Kaspàrov, Matx pel Campionat del món de 1985, 16a partida defensa siciliana, variant Paulsen, gambit Gary (B44), 0–1.
- Kaspàrov arrisca per vèncer una de les seves bèsties negres, Vladímir Kràmnik: Garri Kaspàrov vs Vladímir Kràmnik, It (cat.19) 1994 defensa siciliana, variant Sveshnikov (B33), 1–0.
- Kaspàrov passa per sobre d'un futur campió del món: Garri Kaspàrov vs Viswanathan Anand, Matx pel Campionat del món de 1995 obertura Ruy López, variant oberta, gambit Kàrpov (C80), 1–0.
- Una de les partides més famoses de Kaspàrov, citada de vegades com la immortal de Kaspàrov. És probablement la més memorable partida que mai hagi jugat, amb un històric sacrifici de torre de conseqüències pràcticament incalculables: Garri Kaspàrov vs Vesselín Topàlov, It (cat.17), Wijk aan Zee (Països Baixos) 1999 defensa Pirc (B06), 1–0.
- Una partida destacada en la qual Kaspàrov venç un potentíssim ordinador d'escacs: Garri Kaspàrov vs X3D Fritz (Ordinador), Campionat del món Home-Màquina 2003 defensa semieslava, variant Merano accelerada (D45), 1–0.

## Escacs contra ordinadors

### Deep Thought, 1989
Kaspàrov va vèncer la computadora d'escacs Deep Thought en les dues partides que van jugar en un matx el 1989.

### Deep Blue, 1996
El febrer 1996, l'ordinador d'escacs d'IBM Deep Blue va vèncer Kaspàrov en una partida, a control de temps estàndard: Deep Blue - Kaspàrov, 1996, primera partida. De tota manera, Kaspàrov fou capaç de guanyar el matx, amb tres victòries i dues taules.

### Deep Blue, 1997
El maig de 1997, una versió millorada de Deep Blue va guanyar Kaspàrov 3½–2½ en un matx a sis partides que va ser molt publicitat. El matx estava empatat després de les cinc primeres partides, però Kaspàrov va patir una gran derrota a la sisena partida. Aquest fou el primer cop en què un ordinador derrotava un campió del món en un matx. Sobre aquest fet, es va fer la pel·lícula documental titulada Game Over: Kasparov and the Machine (Partida acabada: Kaspàrov i la Màquina).
Kaspàrov es va queixar que diversos factors havien pesat en contra seva en aquest matx, i en particular, el fet que se li va negar l'accés a les partides recents de Deep Blue, en contrast a l'equip de la computadora, que sí que havia pogut estudiar centenars de partides de Kaspàrov.
Després de la derrota, Kaspàrov va dir que en algunes ocasions havia percebut una gran intel·ligència i creativitat rere els moviments de la màquina, suggerint així que durant la segona partida jugadors humans hi varen intervenir, tot contravenint les normes. IBM va negar que fes trampes, i afirmà que les úniques intervencions humanes es feien entre partida i partida. Les normes establertes permetien de modificar el programa entre les partides, una oportunitat que els desenvolupadors del programa van dir que havien usat per apuntalar les debilitats en el joc de l'ordinador que s'anaven mostrant durant el transcurs del matx. Kaspàrov va demanar còpies impreses dels arxius de registre de la màquina, però IBM s'hi va negar, tot i que la companyia va publicar posteriorment els logs a Internet. Kaspàrov va demanar un matx de revenja, però IBM va declinar l'oferta i retirà Deep Blue, cosa que Kaspàrov va interpretar com un intent d'ocultació de proves de la manipulació durant les partides.
La derrota de Kaspàrov contra Deep Blue va inspirar la creació d'un nou joc anomenat Arimaa.

### Deep Junior, 2003

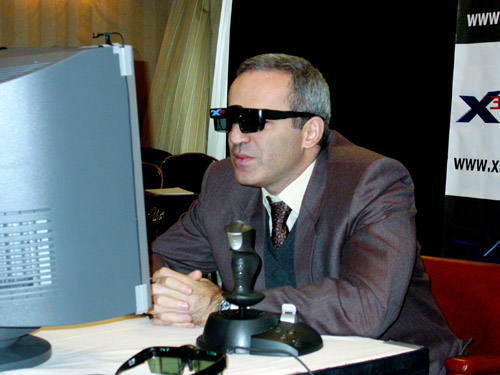
Kaspàrov va jugar amb ulleres 3D el seu matx contra el programa X3D Fritz.

El gener de 2003, Kaspàrov participà en un matx a sis partides, a control de temps clàssic, i amb una bossa de premis d'1 milió de dòlars, contra Deep Junior; el matx fou anomenat Campionat del món "Home contra Màquina". La màquina avaluava tres milions de posicions per segon. Després d'una victòria per bàndol, i tres taules, tot depenia de la partida final. Després d'aconseguir una posició raonable, Kaspàrov va oferir taules, que foren ràpidament acceptades per l'equip de Deep Junior. Preguntat després sobre per quina raó havia ofert les taules, Kaspàrov va dir que temia cometre un error greu si continuava jugant. Tot i que originalment estava planificat com un esdeveniment anual, el matx no es va repetir mai.

### X3D Fritz, 2003
El novembre de 2003, Kaspàrov va jugar un matx a quatre partides contra el programa X3D Fritz, fent servir un tauler virtual, ulleres 3D i un sistema de reconeixement de veu. Després de dues taules i una victòria per bàndol, el "matx Home-Màquina X3D" acabà empatat. Kaspàrov va guanyar 175.000 dòlars per aquest resultat, a més d'endur-se un trofeu d'or. A més, Kaspàrov es va lamentar del seu greu error a la segona partida, que li va costar un punt crucial, ja que sentia que en general havia jugat millor que la màquina. "Només vaig cometre un error, però lamentablement aquest únic error em va costar perdre una partida".

## Llibres i altres escrits

### Primeres obres
Kaspàrov ha escrit diversos llibres d'escacs. Va publicar una autobiografia una mica controvertida quan tenia només 20 anys. Titulada originalment Fill del canvi, va ser posteriorment retitulada Repte sense límits; aquest llibre seria posteriorment actualitzat diverses vegades després d'haver esdevingut campió del món. El seu contingut és principalment literari, amb un petit component d'escacs en forma de partides clau no comentades. Publicà també una col·lecció de partides comentades en els anys 1980: Fighting Chess: My Games and Career ("Garri Kaspàrov: Vida, Partides, Carrera")' i aquest llibre també ha estat actualitzat diverses vegades en edicions posteriors. També va escriure un llibre comentant les partides de la seva victòria al Campionat del món de 1985, World Chess Championship Match: Moscow, 1985.
També va comentar les seves pròpies partides de forma intensiva per a la sèrie de publicacions iugoslava Chess Informant i per a altres publicacions escaquístiques. El 1982, va ser coautor del llibre de referència Batsford Chess Openings amb el Gran Mestre britànic Raymond Keene, un llibre que va tenir un enorme èxit de vendes. Va ser actualitzat en una segona edició el 1989. També va ser coautor de dos llibres d'obertures amb el seu entrenador Aleksandr Nikitin en els anys 1980, editats per Batsford, sobre la variant clàssica de la defensa Caro-Kann i sobre la Variant Scheveningen de la defensa siciliana. Kaspàrov també ha contribuït de manera intensiva a la sèrie de cinc volums de llibres d'obertures Enciclopèdia d'Obertures d'Escacs.
El 2000, va escriure Kasparov Against the World: The Story of the Greatest Online Challenge amb el GM Daniel King. El llibre, de 202 pàgines, analitza la partida Kaspàrov contra el Món de 1999, i té el rècord de l'anàlisi més llarga dedicada a una sola partida d'escacs.

### SèrieEls meus grans predecessors
El 2003, es va publicar el primer del seu treball de cinc volums My Great Predecessors (Els meus grans predecessors). Aquest volum, que tracta sobre els campions mundials Wilhelm Steinitz, Emanuel Lasker, José Raúl Capablanca i Aleksandr Alekhin i alguns dels seus forts contemporanis, ha rebut grans elogis d'alguns crítics (incloent-hi Nigel Short), encara que va ser criticat per altres per imprecisions històriques i anàlisis de partides copiades directament de fonts no atribuïdes. Mitjançant suggeriments en la web del llibre, molts d'aquests defectes van ser corregits en les següents edicions i traduccions. Tot i això, el primer volum va guanyar el Premi al Llibre de l'any de la Federació Britànica d'Escacs el 2003. El segon volum, que cobria Max Euwe, Mikhaïl Botvínnik, Vassili Smislov i Mikhaïl Tal, va aparèixer igualment el 2003. El tercer volum, que cobria Tigran Petrossian i Borís Spasski, va aparèixer a principi de 2004. El desembre de 2004, Kaspàrov va llançar el quart volum, que cobria Samuel Reshevsky, Miguel Najdorf i Bent Larsen (cap d'aquests va ser campió del món), però se centrava principalment Bobby Fischer. El cinquè volum es va dedicar a les carreres escaquístiques del campió del món Anatoli Kàrpov i el seu reptador Víktor Kortxnoi, i va ser publicat el març de 2006.

### SèrieModern Chess(«Escacs moderns")
Després de la publicació de la sèrie Els meus grans predecessors, Garri Kaspàrov va iniciar una nova sèrie titulada Modern Chess ("Escacs moderns"). El primer llibre d'aquesta sèrie porta per títol Revolució en els anys 70 (publicat el març de 2007) i està dedicat a ressaltar la gran importància de la preparació de les obertures en la nova era iniciada per Fischer i Kàrpov. El llibre analitza amb gran detall sistemes com el controvertit (en aquell moment) "Hedgehog", que implica un pla de desenvolupament passiu de les peces en les tres primeres files. Kaspàrov hi analitza també algunes de les més notables partides jugades en aquest període. En una secció al final del llibre, alguns teòrics dels escacs hi comenten la seva percepció sobre el progrés fet en la teoria d'obertures en els anys 1980.
El segon llibre de la sèrie es titula Kaspàrov vs. Kàrpov 1975-1985 (publicat el setembre de 2008) i cobreix en profunditat els matxs pel campionat del món celebrats el 1984 i 1985, analitzant en profunditat les partides, així com donant la seva visió sobre els aspectes no escaquístics que van envoltar els encontres.

### SèrieGarri Kaspàrov sobre Garri Kaspàrov
Kaspàrov està publicant tres volums de les seves pròpies partides.

### D'altres obres posteriors
El 2007 va escriure How Life Imitates Chess ("Com la vida imita els escacs"), un examen dels paral·lelismes entre la presa de decisions en escacs i el món dels negocis.
El 2008 Kaspàrov va publicar una necrològica comprensiva per Bobby Fischer:
| « | "Sovint em pregunten si m'he trobat o enfrontat a Bobby Fischer. La resposta és no, mai no vaig tenir aquesta oportunitat. Però fins i tot encara que ell em veia com a membre de la maligna organització dels escacs que sentia que l'havia robat i enganyat, sento no haver tingut mai l'oportunitat d'agrair-li personalment el que va fer pel nostre esport." | » |

Més recentment, Kaspàrov ha criticat en Fischer en una extensa revisió d'una biografia de l'estatunidenc.
És assessor en cap de l'editorial especialitzada en escacs Everyman Chess. També treballa estretament amb Mig Greengard i els seus comentaris se citen sovint al bloc de Greengard. Actualment, Kaspàrov està col·laborant amb Max Levchin i Peter Thiel en l'obra The Blueprint, un llibre que fa una crida al ressorgiment de la innovació, que està previst que editi el febrer de 2012 la W. W. Norton & Company.

## Política
La implicació política de Kaspàrov va començar als anys 1980. Es va unir al Partit Comunista de la Unió Soviètica el 1984 i el 1987 va ser elegit al Comitè Central del Komsomol. El 1990, però, va deixar el partit i al maig va prendre part en la creació del Partit Demòcrata de Rússia. El 1991, Kaspàrov va rebre el premi "Conservador de la Flama" (Keeper of the Flame) del Centre per a les Polítiques de Seguretat (un think tank estatunidenc), per la seva resistència anticomunista i la propagació de la democràcia. Kaspàrov va rebre el guardó a títol excepcional, ja que el premi és concedit a "individus que dediquen les seves carreres públiques a la defensa dels valors dels Estats Units arreu del món". El juny de 1993, es va implicar en la creació del bloc de partits "Elecció de Rússia" i el 1996 va ser part de la campanya d'elecció de Borís Ieltsin. El 2001 va manifestar el seu suport a la televisió russa NTV.
Després de la seva retirada dels escacs el 2005, Kaspàrov es va abocar en la política i va crear el Front Civil Unit, un moviment social el principal objectiu del qual és "treballar per preservar la democràcia electoral a Rússia." Kaspàrov va jurar "restaurar la democràcia" a Rússia tot enderrocant el llavors president de Rússia Vladímir Putin, de qui és un obert crític.
Kaspàrov va ser instrumental en l'establiment de L'Altra Rússia, una coalició d'oposició al govern de Putin que incloïa diversos partits nacionalistes i fins i tot d'extrema dreta, com el Front d'Unió Civil, l'il·legalitzat Partit Nacional Bolxevic d'Eduard Limónov, el Partit Republicà de Rússia de Vladímir Rijkov i d'altres organitzacions. L'Altra Rússia va ser boicotejada pels principals altres líders de l'oposició russa, i Kaspàrov va dir que aquests estaven controlats pel Kremlin, a despit del fet que en realitat eren també forts opositors de les polítiques del president rus.
El 10 d'abril de 2005, Kaspàrov era a Moscou en un acte promocional, quan va ser colpejat al cap amb un tauler d'escacs que acabava de signar. Es va afirmar que l'assaltant li havia dit immediatament abans de l'atac: "Et vaig admirar com a escaquista, però vaig renunciar per política". Des de llavors, Kaspàrov ha estat objecte d'altres episodis similars.

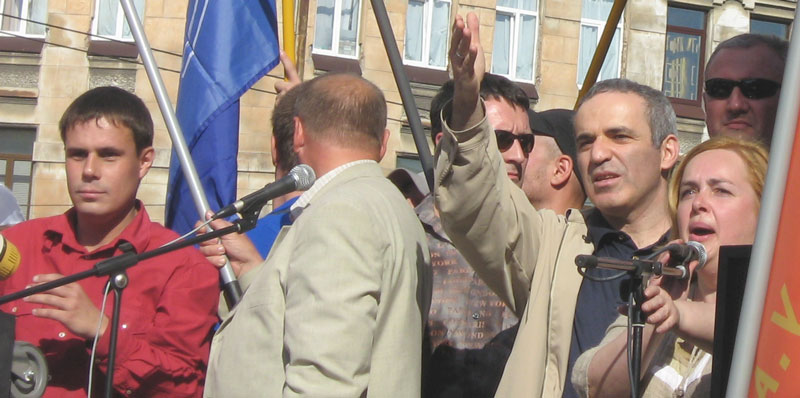
Kaspàrov a la tercera Marxa del desacord a Sant Petersburg el 9 de juny de 2007.

Kaspàrov va ajudar a organitzar la Marxa del desacord de Sant Petersburg el 3 de març de 2007 i la Marxa del desacord del 24 de març de 2007, ambdues involucrant diversos milers de persones reunides contra Putin i les polítiques de la governadora de Sant Petersburg Valentina Matvienko. El 14 d'abril, va ser arrestat breument, durant unes 10 hores, i després alliberat, per la policia de Moscou mentre encapçalava una manifestació.
Va ser citat per l'FSB per ser sospitós de violar les lleis antiextremisme russes. Aquesta llei havia estat prèviament aplicada per al processament de Borís Stomakhin
Parlant sobre Kaspàrov, l'exgeneral de la KGB Oleg Kaluguin ha remarcat: "No parlo de detalls sobre la gent que com se sap estan ara tots morts perquè van ser públicament sorollosos. Jo estic callat, però actualment només hi ha un home que és sorollós i pot estar en problemes: l'excampió del món d'escacs Kaspàrov. Ha estat molt franc en els seus atacs contra Putin i crec que serà probablement el pròxim a la llista."
L'abril de 2007, Kaspàrov va ser nomenat membre de la junta directiva del National Security Advisory Council del Center for Security Policy, una "organització de seguretat nacional apolítica sense ànim de lucre que s'especialitza a identificar polítiques, accions i recursos necessaris que són vitals per a la seguretat dels EUA". Kaspàrov va confirmar-ho, però va afegir que va ser destituït poc després de rebre aquest honor. Va destacar que ell no sabia res d'aquest nomenament, i va suggerir que segurament va ser inclòs a l'organització per accident perquè va rebre el premi de "Keeper of the Flame" d'aquesta organització el 1991. Però Kaspàrov va mantenir la seva associació amb el lideratge neoconservador, impartint ponències en think tanks com ara a l'Institut Hoover.
El 30 de setembre 2007, Kaspàrov va entrar en la carrera electoral russa, rebent 379 de 498 vots al congrés de L'Altra Rússia celebrat a Moscou.
L'octubre de 2007, Kaspàrov anunciar la seva intenció de presentar-se a la presidència de Rússia com a candidat de la coalició la "Una Altra Rússia" i va jurar lluitar per una "Rússia justa i democràtica". Posteriorment, va viatjar als Estats Units, on aparegué als programes de televisió de Stephen Colbert, Wolf Blitzer, Bill Maher i Chris Matthews.
El 24 de novembre de 2007, Kaspàrov i altres crítics de Putin van ser detinguts per la policia russa en un míting de l'Altra Rússia a Moscou. Això va ser després d'un intent d'alguns dels manifestants de trencar el cordó policial i marxar contra la comissió electoral, que havia bloquejat els candidats de l'Altra Rússia a les eleccions al parlament. Consegüentment, va ser condemnat a presó cinc dies i va ser alliberat el 29 de novembre. Més tard el mateix any, Putin va parlar breument sobre l'incident en una entrevista amb la revista Time, dient: "Perquè Kaspàrov, quan fou arrestat, va parlar en anglès i no en rus? Quan un polític té més en compte altres nacions per sobre de Rússia, això vol dir quelcom."
El 12 de desembre de 2007, Kaspàrov va anunciar que havia retirat la seva candidatura presidencial causa de la impossibilitat de llogar una sala de reunions on almenys 500 dels seus seguidors poguessin celebrar una assemblea per aprovar la seva candidatura, com és legalment necessari. En expirar el termini en aquesta data, era impossible per a ell seguir en la cursa electoral. La portaveu de Kaspàrov va acusar el govern d'utilitzar la repressió per desincentivar tothom de llogar una sala per a la reunió i va dir que la comissió electoral havia rebutjat una proposta que la reunió se celebrés en locals més petits per separat al mateix temps en comptes de fer-la en un sol saló.
El març de 2010 Kaspàrov fou un dels primers 34 signataris (i l'organitzador principal) de la campanya en línia anti-Putin "Putin ha de marxar", iniciada el 10 de març. Dos anys després, arran del conflicte iniciat per la polèmica del grup Pussy Riot, va ser detingut acusat de mossegar a un agent de policia.
El 2017 es va mostrar en contra de la violència policial desfermada contra el referèndum d'autodeterminació de Catalunya de l'1 d'octubre. Va criticar al president espanyol Mariano Rajoy, a qui va acusar de "trair" la promesa europea de pau. Així mateix, després de les eleccions al Parlament de Catalunya del 21 de desembre de 2017, va reclamar a la Unió Europea que intervingués en el conflicte per trobar una solució. En aquest sentit, va afirmar que "malgrat les pressions sense precedents des de Madrid, els separatistes catalans aconsegueixen la majoria. Europa ha de parlar i ajudar a trobar una via pacífica de resolució i evitar més violència". A més, va ironitzar que la situació l'obligava a posar-se del costat de Putin, el seu adversari polític.